# Alexander Iwanowitsch Sauerweid

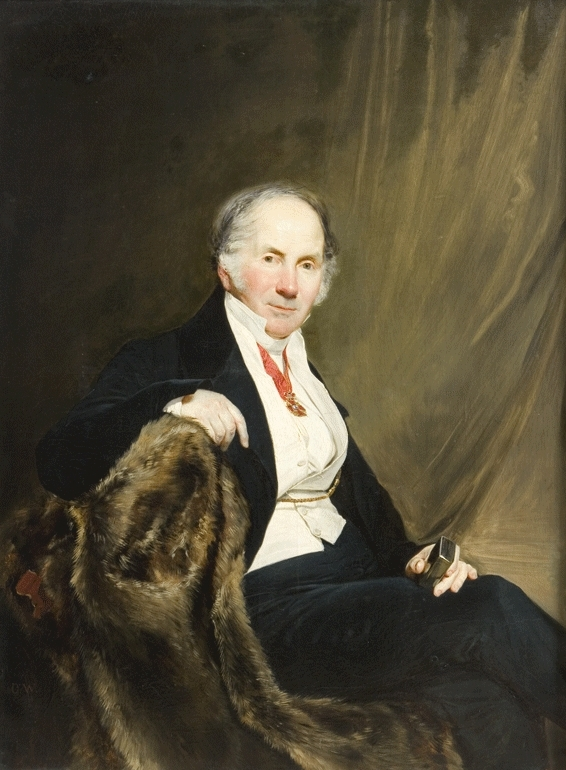
Alexander Iwanowitsch Sauerweid, Gemälde von Bogdan Pawlowitsch Willewalde, um 1840

Alexander Iwanowitsch Sauerweid (russisch Александр Иванович Зауервейд; auch: Gottlob Alexander Sauerweid; * 8. Februarjul. / 19. Februar 1783greg. in Kurland; † 13. Oktoberjul. / 25. Oktober 1844greg. in Sankt Petersburg) war ein deutsch-russischer Schlachten- und Pferdemaler sowie Radierer.

## Leben
Sauerweid studierte ab 1801 an der Kunstakademie Dresden. Dort pflegte er freundschaftlichen Umgang mit seinem Lehrer, Professor Gerhard von Kügelgen. Er lebte mehrere Jahre als ausübender Künstler in Dresden. Im Jahr 1814 begegnete er Zar Alexander, der ihn nach Sankt Petersburg. Er arbeitete dort an der Petersburger Kunstakademie und fertigte Schlachtenbilder in Öl nach der Manier des Horace Vernet und zahlreiche Radierungen von Genfechtszenen und Pferden. Bekannt war er auch für Aquarell- und Federzeichnungen. Zudem wurde er vom Zaren zum Zeichenmeister des Thronfolgers bestimmt. 1831 wurde er zum Professor ernannt.
Von einigen seiner Bilder fertigte er Kupferstiche an. Auch andere Künstler wie Samuel Gränicher stachen nach seinen Zeichnungen (Kostüme der kaiserlich-sächsischen Armee in Aquatinta). Er hatte einen Sohn Alexander Sauerweid, der ebenfalls als Schlachtenmaler arbeitete.

## Werke (auszugsweise)
- Szenen aus den napoleonischen Kriegen. Radierungen, altcoloriert, 1809.
- Armee des Königreiches Westphalen. 19 Tafeln, coloriert, 1810.
- Kaiser Alexander I. und Graf Platoff auf der Parade im Hydepark in London. 1815.
- Kriegs-Scenen bei Dresden; nach der Natur gezeichnet und radirt von Alexander Sauerweid. Arnold, Dresden 1810.
- Costumes in Sachsen. Bei Heinrich Rittner in Dresden. Anonymus, die Hefte mit d. Trachten, [sine dato] (Alexander Sauerweid, 1807).

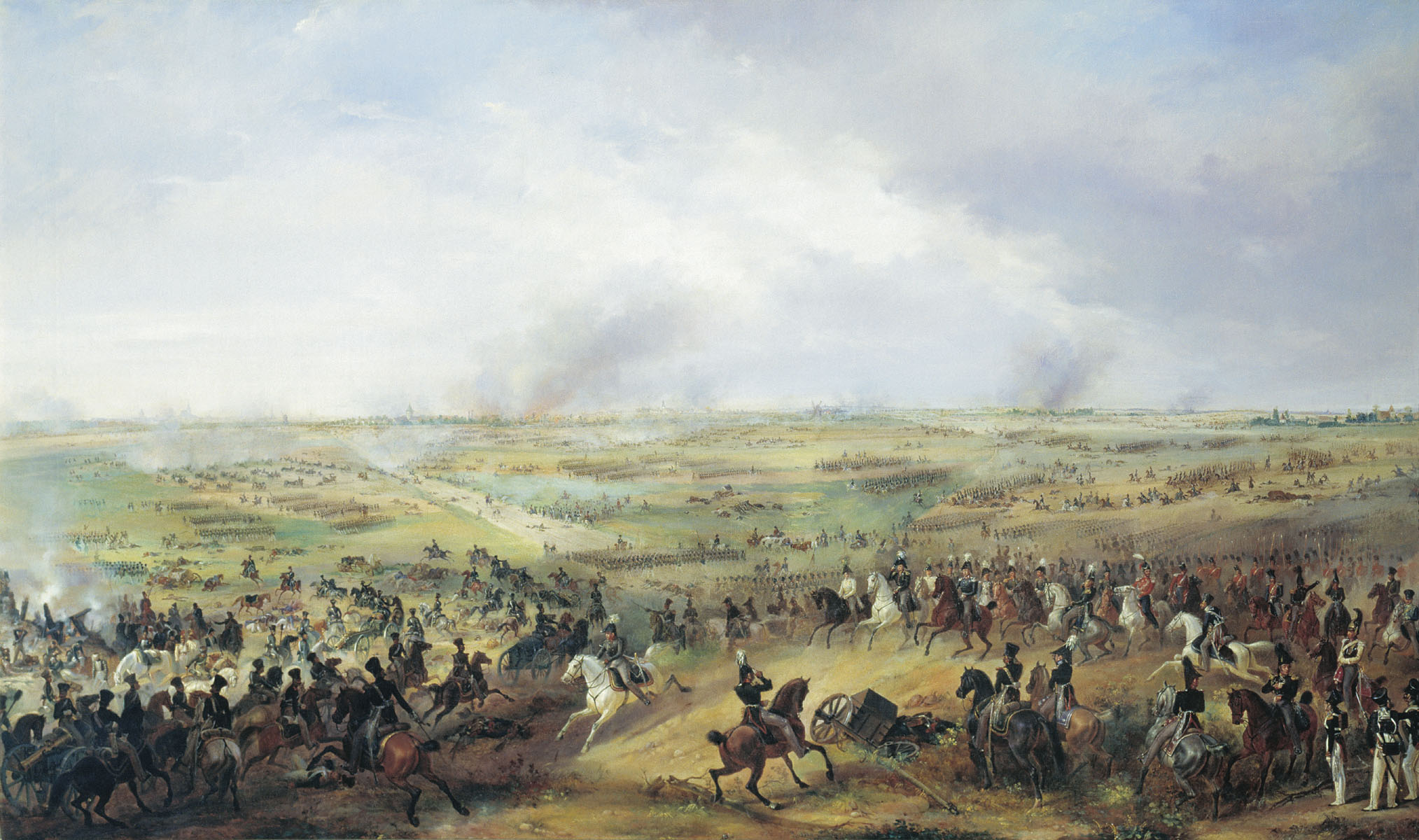
Schlacht von Leipzig
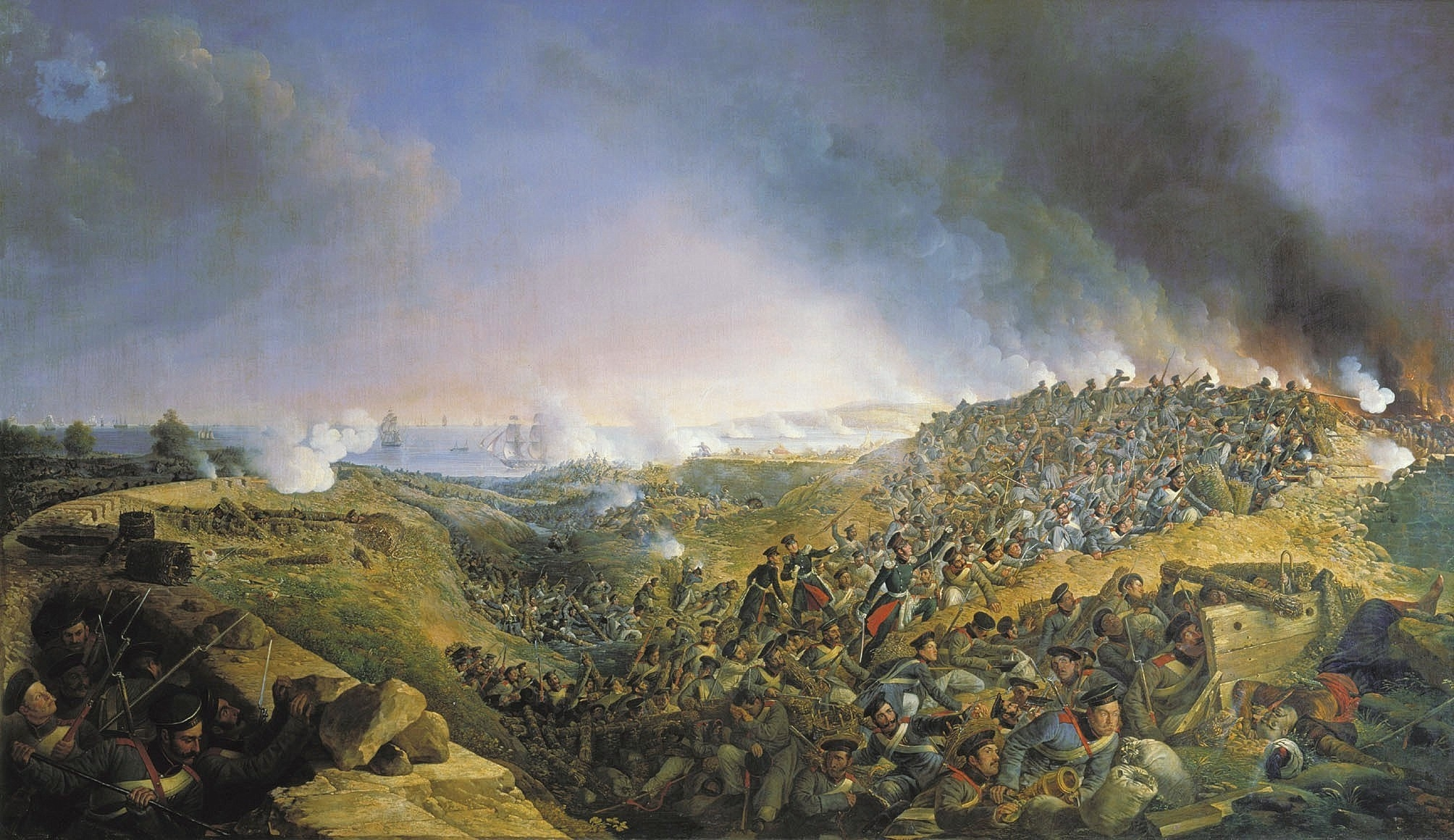
Die Belagerung von Warna 1836